# 정오의 희망곡 김지후입니다
정오의 희망곡 김지후입니다는 춘천MBC FM4U, 원주MBC FM4U, MBC강원영동 FM4U(춘천 FM 94.5MHz, 인제 FM 98.3MHz, 원주 FM 98.9MHz, 강릉 FM 94.3MHz, 양양 FM 90.7MHz, 삼척 FM 99.9MHz, 태백 FM 98.1MHz)에서 매일 낮 12시부터 오후 2시까지 방송되는 강원특별자치도 전 지역의 대중음악 전문 라디오 프로그램이다.

## 역사
1983년 7월 13일에 첫방송을 시작해 2009년 4월 19일에 잠정적으로 폐지되어 2009년 4월 20일부터 2010년 10월 17일까지 《김말숙의 뮤직파티》가 방송되다가, 2010년 10월 18일에 "정오의 희망곡"이 다시 1년만에 부활했으며, 2014년 9월 21일까지는 춘천MBC에서만 방송됐으나, 2014년 9월 22일부터 강원도 전역으로 방송 권역이 확대됐다.

## 역대 DJ
| 대수 | 진행자 | 진행자 | 진행 기간                 | 비고 |
| 대수 | 남성   | 여성   | 진행 기간                 | 비고 |
| ---- | ------ | ------ | ------------------------- | ---- |
| 1대  | 빈칸   | 박수현 | 2010년 10월 18일 ~ 2016년 |      |
| 2대  | 이호석 | 박수현 | 2016년 ~ 2019년           |      |
| 3대  | 이호석 | 빈칸   | 2019년 ~ 2024년 9월 29일  |      |
| 4대  | 김지후 | 빈칸   | 2024년 9월 30일 ~ 현재    |      |

## 코너소개

### 매일 코너
- [1부] -오프닝 -청취자 문자 소개, 소개
- [2부] -점심 먹고 배부른 상태, 소화를 시켜야 하는데 퀴즈만 한 게 없다! 퀴즈도 풀고 소화도 시키고, 상품도 타가자!

### 요일별 코너
- 월요일 : 후데카솔
- 화요일 : 숨바곡질
- 수요일 : 극장골
- 목요일 : 십분 토론
- 금요일 : 지구촌 퀴즈

## 같이 보기
- 춘천문화방송
- 원주문화방송
- MBC강원영동 강릉방송국
- MBC강원영동 삼척방송국
- MBC FM4U
- 정오의 희망곡 김신영입니다